# Asociația de Fotbal a Republicii Zimbabwe
Asociația de Fotbal a Republicii Zimbabwe este forul ce guvernează fotbalul în Republica Zimbabwe. Este responsabil cu organizarea competițiilor fotbalistice din Zimbabwe. 
Asociația a fost fondată în 1965. Este afiliată la FIFA din 1965 și este membră CAF din 1980.